# Günter Lang (Politiker)

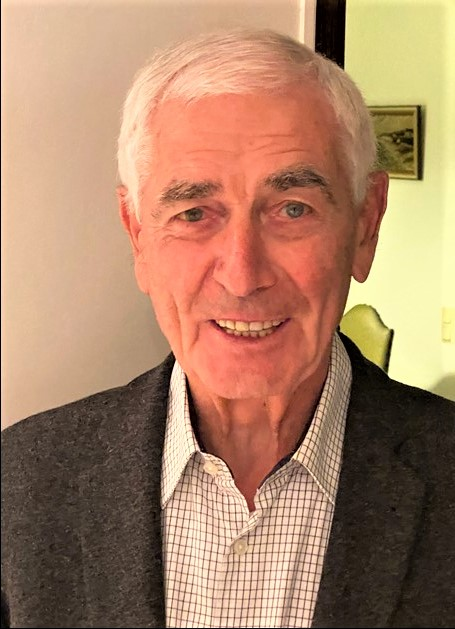
Günter Lang (2022)

Günter Lang (* 22. Dezember 1942 in Bliesransbach) ist ein deutscher Verwaltungsfachwirt, Kommunalpolitiker (SPD). Er war von 1994 bis 2019 im Gemeinderat von Kleinblittersdorf und Ortsvorsteher von Bliesransbach. Lang wurde für sein Engagement für die deutsch-französische Freundschaft und Zusammenarbeit mit dem Bundesverdienstkreuz ausgezeichnet.

## Ausbildung und Beruf
Lang besuchte in Bliesransbach die Volksschule. Danach begann er eine Berufsausbildung als Betriebsschlosser bei der Burbacher Hütte. Nach Abschluss der Lehre und einigen Jahren Berufserfahrung wechselte er in den 1970er Jahren zur Verwaltung der Landeshauptstadt Saarbrücken. Nach Zwischenstationen und dem Besuch von Lehrgängen war er als Verwaltungsexperte viele Jahre im Amt für Wirtschaftsförderung beschäftigt und an der Erhaltung und Ansiedlung von Industrie- und Dienstleistungsbetrieben im Großraum Saarbrücken beteiligt.

## Mandate und Aktivitäten
Lang trat 1977 in die SPD ein. Er war von 1989 bis 2015 1. Vorsitzender des Ortsvereins Bliesransbach. und von 1994 bis 2019 im Gemeinderat sowie dessen wichtigsten Ausschüssen. Besonders eingesetzt hat er sich für die Modernisierung der Infrastruktur in Bliesransbach: Fuß- und Radwege, Sporteinrichtungen, Feuerwehrhaus, schnelles Internet, öffentlichen Nahverkehr auch die ärztliche Versorgung und der Friedhof waren ihm wichtig. In dieser Zeit ist die Einwohnerzahl gestiegen und Bliesransbach ist ein gewichtiger Stadtteil von Kleinblittersdorf geworden.
Bei der Unwetterkatastrophe in Bliesransbach in der Nacht vom 31. Mai 2019 zum 1. Juni 2019 konnte er mit seiner Erfahrung schnelle Hilfe organisieren und bei der Unterbringung von Betroffenen helfen.
Die Streuobstwiesenanlage in seiner Heimatgemeinde – die größte im Saarland – wurde von ihm mitbetreut. Als Mitglied im Heimat- und Verkehrsverein diskutiert er über Klimaneutralität und setzt sich für eine Vorreiterrolle von Bliesransbach beim Klimaschutz ein.
Lang war ehrenamtlicher Richter beim Verwaltungsgericht Saarlouis und Hauptschöffe bei der Strafkammer des Landgerichtes Saarbrücken.

## Deutsch-französische Zusammenarbeit
Er engagierte sich für die deutsch-französische Freundschaft und die Zusammenarbeit über Grenzen hinweg. Dazu hat Lang früh die französische Sprache gelernt. Er war langjähriges Mitglied der Eurodistrict Saar-Moselle, einem Zusammenschluss von deutschen und französischen Gemeinden in seiner Heimat. An über 50 Treffen hat er teilgenommen. Er ist Gründervater einer Gourmet-Wanderung im Grenzgebiet. Für seinen Einsatz wurde er durch den Minister Stephan Toscani mit der Plakette „Freundschaft ohne Grenzen“ für die intensive Partnerschaftspflege zwischen Sucé-sur-Erdre bei Nantes Frankreich und Bliesransbach ausgezeichnet und erhielt die Ehrenmedaille Eurodistrict Saarmoselle „Vorreiter guter nachbarschaftlicher Beziehungen“
Mit Sucé-sur-Erdre findet turnusmäßig alle zwei Jahre gegenseitig ein mehrtägiger Partnerbesuch statt. Hierdurch haben sich enge freundschaftliche Beziehungen entwickelt. Mit den französischen Nachbargemeinden Blies-Schweyen und Großblittersdorf hat sich ein reger kultureller Austausch mit gegenseitigen Einladungen zu Theateraufführungen oder Musikveranstaltungen ergeben.

## Auszeichnungen
- 2014 Freiherr-vom-Stein-Medaille (Saarland)

- 2021 Bundesverdienstkreuz

- Ehrenmedaille Eurodistrict Saarmoselle

- Plakette „Freundschaft ohne Grenzen“

## Privates
Er wurde in Bliesransbach geboren und lebt dort heute noch mit seiner Frau Anni Lang geb. Mourer, die er 1966 geheiratet hat. Sein Sohn Rainer ist Bürgermeister von Kleinblittersdorf. Lang war immer ein begeisterter Sportler und war als Jugendlicher Saarlandmeister mit der A-Jugend beim Fußballverein SC Blies.